# Dieter Mindt
Dieter Mindt (* 24. Mai 1939 in Berlin) ist emeritierter Professor für Didaktik der Englischen Sprache und Literatur an der FU Berlin.

## Leben
Nach der Promotion 1971 an der TU Braunschweig lehrte er von 1974 bis 1980 als Professor an der PH Berlin und von 1980 bis Emeritierung 2005 an der FU Berlin.

## Schriften (Auswahl)
- Strukturelle Grammatik, generative Transformationsgrammatik und englische Schulgrammatik (= Schule + Forschung. Eine Schriftenreihe für Studium und Praxis Band 18). Diesterweg, Frankfurt am Main 1971, ISBN 3-425-04218-1 (zugleich Dissertation, Braunschweig 1971).
- Unterrichtsplanung Englisch für die Sekundarstufe I (= Klett-Schulpraxis). Klett, Stuttgart 1979, ISBN 3-12-925581-8.
- Sprache – Grammatik – Unterrichtsgrammatik. Futurischer Zeitbezug im Englischen I (= Schule und Forschung). Diesterweg, Frankfurt am Main 1987, ISBN 3-425-04443-5.
- An empirical grammar of the English verb. Modal verbs. Cornelsen, Berlin 1995, ISBN 3-464-00649-2.